# Clambake
Pour plus de détails, voir Fiche technique et Distribution.
Clambake est un film américain réalisé par Arthur H. Nadel, sorti en 1967.

## Synopsis
L'héritier d'une firme pétrolière échange sa place avec le professeur de ski nautique d'un hôtel de Floride pour voir s'il peut séduire les filles sans argent.

## Fiche technique
- Titre : Clambake
- Réalisation : Arthur H. Nadel
- Scénario : Arthur Browne Jr.
- Musique : Jeff Alexander
- Photographie : William Margulies
- Montage : Tom Rolf
- Production : Arthur Gardner, Arnold Laven et Jules V. Levy
- Société de production : United Artists, Levy-Gardner-Laven et Rhodes Pictures
- Société de distribution : United Artists (États-Unis)
- Pays :  États-Unis
- Genre : Comédie et film musical
- Durée : 99 minutes
- Dates de sortie : 
  - États-Unis : 4 décembre 1967
  - France : 11 octobre 1968

## Distribution
- Elvis Presley : Scott Hayward
- Shelley Fabares : Dianne Carter
- Will Hutchins : Tom Wilson
- Bill Bixby : James J. Jamison III
- Gary Merrill : Sam
- James Gregory : Duster Heyward
- Suzie Kaye : Sally
- Jack Good : Hathaway
- Olga Kaya : Gigi
- Angelique Pettyjohn : Gloria
- Wallace Earl Laven : Ellie

## Accueil
Elvis Presley considérait que Clambake était son plus mauvais film.